# جنگلبانی
جنگلبانی از زیرمجموعه‌های سازمان جنگل‌ها، مراتع و آبخیزداری کشور است، که در خصوص امنیت جنگل‌ها و مراتع و جلوگیری از آسیب‌رسانی و قطع درختان و بوته‌ها فعال می‌باشد و از تصرف اراضی ملی جلوگیری می‌کند.
نهم مردادماه مصادف با ۳۱ ژوئیه از سوی اتحادیه بین‌المللی جنگلبان به عنوان روز جهانی جنگلبان گرامی نامگذاری شده‌است که در ایران نیز با معرفی جنگل‌بانان نمونه گرامی داشته می‌شود.

## تاریخچه
هسته‌های اولیه تشکیلات جنگل در سال ۱۲۹۹ شمسی توسط وزارت فلاحت و تجارت در جنگل‌های شمال کشور تشکیل شد. وظیفهٔ این اداره نقشه‌برداری از جنگل‌ها، تفکیک جنگل‌های خصوصی از دولتی و تعیین جنگل‌های بکر و صنعتی از جنگل‌های مخروبه و بوته‌زار بود. برای انجام این امر هیأتی بنام هیئت جنگل انتخاب گردید که اعضاء آن عبارت بودند از:
1. هانس شریکر (اتریش)، رئیس هیئت
2. سرکارات، معاون هیئت
3. سید علی زاهدی، مستحفظ جنگل
4. حسن علی گلشاهی، مستحفظ جنگل

این سازمان در ابتدا جایگاه ثابتی نداشت، اما اعضاء هیئت در سال ۱۳۰۲ به مازندران رفتند و در شهر بابلسر مستقر شدند.

### انحلال توسط رضا شاه

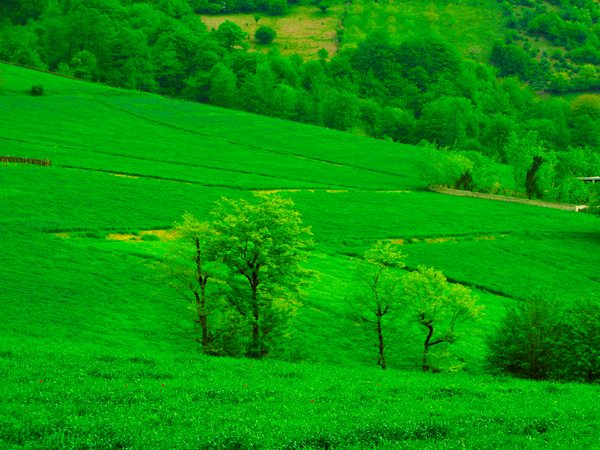
جنگل‌های مازندران

چون اقدام جنگلبانان در جهت جلوگیری از قطع بی‌رویهٔ درختان انجام می‌شد و به دلیل عدم گازکشی در شهرها رضاخان در سال ۱۳۱۳ حکم به انحلال جنگلبانی داد و بودجه جنگلبانی را از لیست استانداری‌ها حذف کرد.

### تشکیل اداره کل جنگل‌ها
در سال ۱۳۲۰ ادارهٔ کل کشاورزی به وزارت کشاورزی تبدیل شد و به تبع آن در سال ۱۳۲۱ اداره کل جنگل‌ها در چهار منطقه شمال کشور (گیلان - شهسوار - مازندران - گرگان) تشکیل و گسترش یافت.

### تشکیل بنگاه جنگل‌ها
سپس به منظور حفظ و حراست جنگل‌ها در سال ۱۳۲۷ بنگاهی به نام «بنگاه جنگل‌ها» تشکیل شد.
بر اساس این رویه بنگاه جنگل‌ها در منطقهٔ شمال کشور به چهار سرجنگلداری تقسیم شد:
1. سرجنگلداری گیلان و آستارا به مرکزیت رشت شامل چهار جنگلداری
2. سرجنگداری شهسوار و نوشهر به مرکزیت شهسوار شامل سه جنگلداری
3. سرجنگلداری مازندران به مرکزیت قائم‌شهر شامل چهار جنگلداری
4. سرجنگلداری گرگان به مرکزیت گرگان شامل چهار جنگلداری

### تشکیل سازمان جنگلبانی

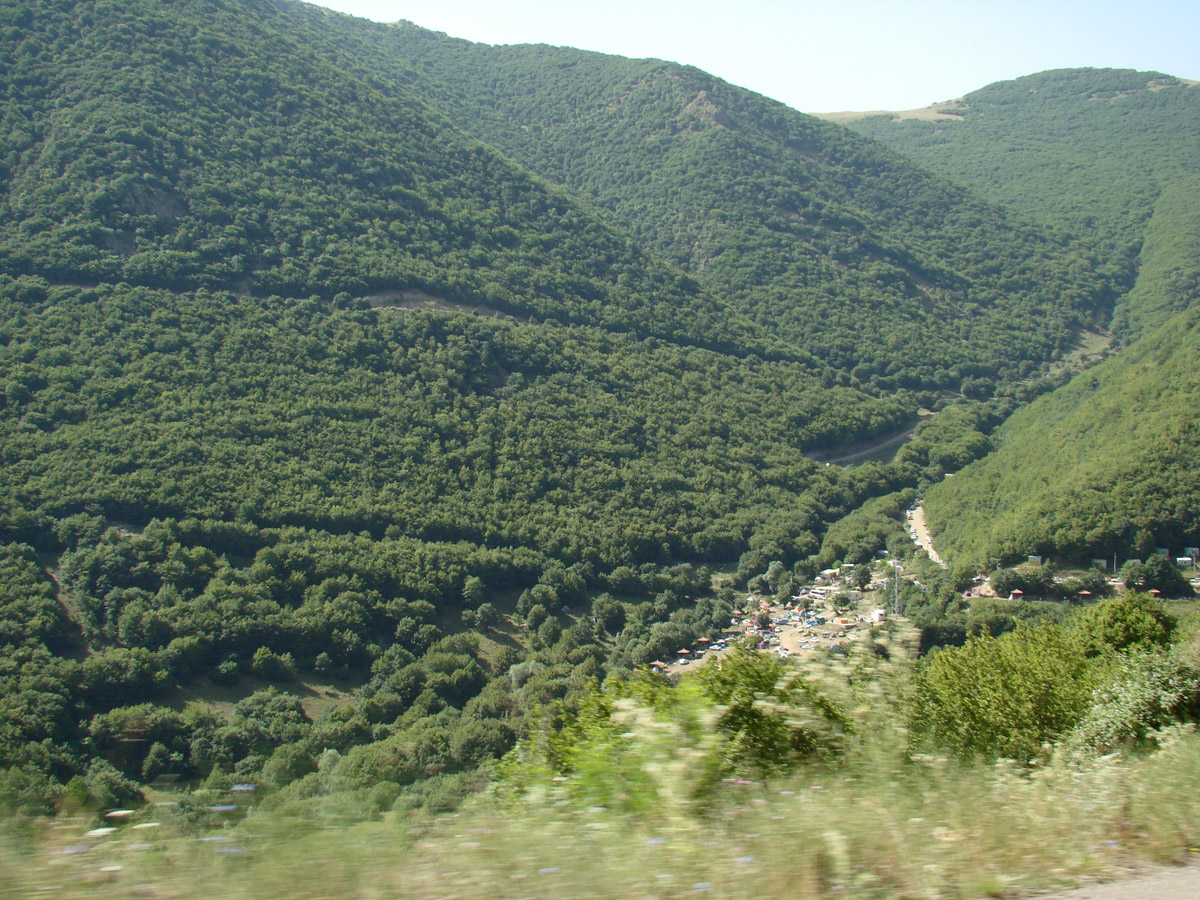
جنگل‌های ارسباران

در سال ۱۳۳۸ سازمان جنگلبانی با هدف حفظ و توسعهٔ جنگل‌ها، مراتع و ایجاد جنگل‌های مصنوعی تشکیل شد.

### الحاق سازمان جنگل‌ها و مراتع کشور به وزارت جهاد سازندگی
در سال ۱۳۶۶ عنوان سرجنگلداری کل در استان‌ها به اداره کل منابع طبیعی تغییر یافت. همچنین اولین شماره مجله جنگل و مرتع در سال ۱۳۶۷ توسط سازمان انتشار یافت.

### تشکیل سازمان مراتع و آبخیزداری
در سال ۱۳۷۹ وزارتخانه‌های جهاد سازندگی و کشاورزی با مصوبه مجلس شورای اسلامی ادغام شد و به تبع آن در ۳ تیرماه ۱۳۸۱ سازمان مراتع و آبخیزداری کشور در جهت حفظ امنیت و پیشگیری از هرگونه سوءاستفاده از منابع طبیعی تشکیل شد.